# فیلم پونی کوچولو (فیلم ۲۰۱۷)
پونی کوچولوی من: فیلم (به انگلیسی: My Little Pony: The Movie) یک فیلم پویانمایی فانتزی موزیکال محصول سال ۲۰۱۷ است که بر اساس مجموعهٔ تلویزیونی پونی کوچولوی من: دوستی جادو است ساخته شده‌است.
این انیمیشن توسط جیسون تیسن کارگردانی شده‌است و نویسندگان آن عبارتند از مگان مک‌کارتی، مایکل ووگل، جو بالرینی و ریتا شاو.
در این فیلم، صداپیشگان ثابت سریال از جمله تارا استرانگ، اشلی بال، اندریا لیبمن، تبیثا سن‌ژرمان، کتی وسلاک و نیکول الیور نقش آفرینی می‌کنند و امیلی بلانت، کریستن چنووس، لیو شرایبر، مایکل پنیا، سیا، تای دیگز، اوزو ادوبا و زوئی سالدانیا صداپیشه شخصیت‌های جدید هستند.
این انیمیشن توسط کمپانی Allspark Pictures تولید شده و در کمپانی دی‌اچ‌اکس میدیا با استفاده از تکنیک سل پویانمایی ساخته شده‌است.

## داستان
پونی‌های سرزمین اکواستریا، تحت نظارت پرنسس توایلایت اسپارکل، در شهر کَنتِرلات در حال آماده شدن برای اولین جشنواره دوستی خود هستند. جشنواره توسط ارتشی از هیولاها که توسط پونی تک‌شاخی به نام تمپست شدو فرماندهی می‌شود، به هم می‌خورد. رئیس تمپست شدو، شاه طوفان، به او فرمان داده‌است که شاهزاده‌های اکواستریا را بگیرد و با جادوی آنها عصایش را قدرتمند کند تا در ازای اینکار، شاخ شکسته تمپست شدو را ترمیم کند. تمپست با گوی‌های جادویی، سه شاهزاده را تبدیل به سنگ می‌کند؛ اما شاهزاده چهارم، شاهزاده توایلایت، همراه با شش دوست خود (پینکی پای، رینبودش، اپل جک، رریتی، فلاترشای و اسپایک) فرار می‌کند. این هفت نفر اکواستریا را ترک می‌کنند و وارد یک ماجراجویی طولانی مدت می‌شوند تا بتوانند جلوی شاه طوفان را بگیرند.